# 室蘭市立地球岬小学校
室蘭市立地球岬小学校（むろらんしりつ ちきゅうみさきしょうがっこう）は、北海道室蘭市母恋北町2丁目にある公立小学校。

## 沿革
- 2007年（平成19年）4月1日 - 母恋小学校と朝陽小学校が統合し、地球岬小学校開校。なお、旧室蘭市立成徳中学校の校舎を利用した。

## 学区
- 新富町、母恋北町、母恋南町、茶津町[1][2]

## 周辺
- 母恋公園
- 北海道福祉教育専門学校
- ほかは、住宅地などが広がる。

## アクセス
- JR室蘭本線母恋駅から、徒歩約690m、約12分。
- 校名にもなった地球岬からは約2.2km、車で約4分。

## 進学先中学校
- 室蘭市立星蘭中学校